# Neoseiulus bayviewensis
Neoseiulus bayviewensis är en spindeldjursart som först beskrevs av Schicha 1977.  Neoseiulus bayviewensis ingår i släktet Neoseiulus och familjen Phytoseiidae. Inga underarter finns listade i Catalogue of Life.